# Werner Tochtermann

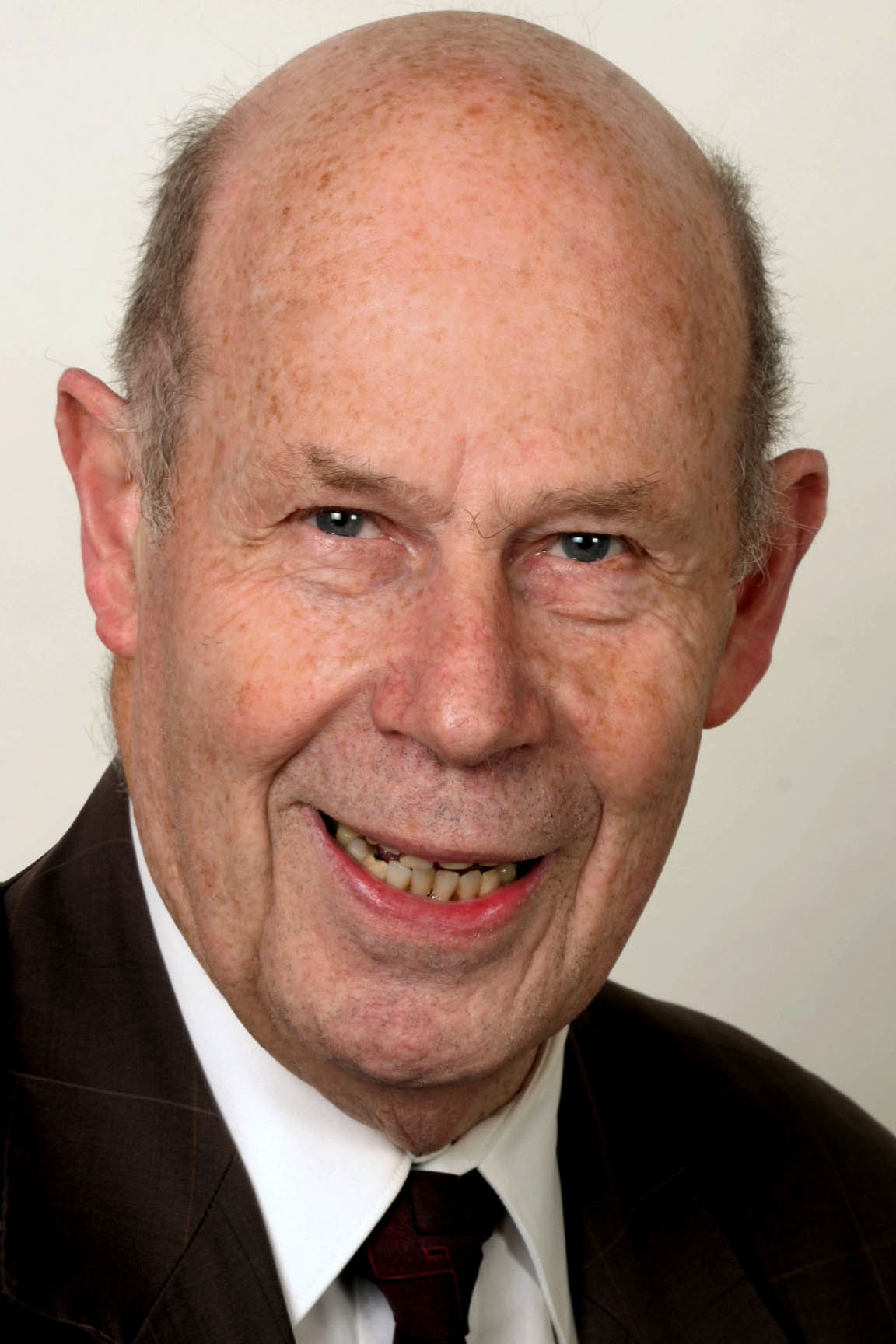
Werner Tochtermann (2008)

Werner Tochtermann (* 30. Mai 1934 in Pforzheim; † 7. August 2021) war ein deutscher Chemiker und Hochschullehrer. Von 1976 bis zu seiner Emeritierung 1999 war er Professor für Organische Chemie an der Christian-Albrechts-Universität zu Kiel. Sein Arbeitsgebiet war die Chemie mittlerer und großer Ringe, die Synthese von Cyclophanen und die Heteroquadricyclan→Heteropin Umlagerung, z. B. zur Transformation von Furanen zu Oxepinen (auch als Prinzbach-Tochtermann-Sequenz bekannt). Seine Söhne sind Klaus Tochtermann und Peter Tochtermann.

## Leben
Von 1953 bis 1960 studierte er Chemie an den Universitäten Münster und Heidelberg und fertigte seine Dissertation unter Leitung des Nobelpreisträgers Georg Wittig an. Nach einem Postdoktorat als Assistent seines akademischen Lehrers, begann er 1962 seine eigenen Forschungsarbeiten auf dem Gebiet der siebengliedrigen Ringsysteme. 1965 wurde er zum Privatdozenten an der Universität Heidelberg ernannt und 1972 auf eine AH4 Professur für Chemie der Technischen Gewerbe an die Technische Hochschule Darmstadt berufen. Von 1976 bis zu seiner Emeritierung 1999 war er als ordentlicher Professor an der Christian-Albrechts-Universität zu Kiel auf folgenden Arbeitsgebieten tätig:
- Neue Wege zu mittleren und großen Ringen (Gezielte Riechstoffsynthese)[3]
- Anwendung von Ultraschall für die organische Synthese (Barbier-, Lemieux- und Wittig-Reaktion)
- Synthese unnatürlicher Kohlenhydratanaloga (Überbrückte Desoxyfuranoside und Furanosen, Disaccharide, Nucleoside, Glycolipide)[4]
- Stereoselektive Synthese von Perhydroazulenen (Lactarane, Tremulare, Merulane)
- Gespannte Benzolderivate (Cyclophane)[5][6][7][8] und Ansaverbindungen[9]